# Мюррей, Брайан
Брайан Кларенс Мюррей (англ. Bryan Clarence Murray; 5 декабря 1942, Shawville, Квебек — 12 августа 2017, Оттава) — канадский хоккейный тренер и администратор. Обладатель Кубка Столетия (1976, с командой «Рокленд Нэшналз»), участник Мемориального кубка (1980, с командой «Реджайна Пэтс»), трёхкратный финалист Кубка Стэнли с командами «Оттава Сенаторз» как главный тренер и «Флорида Пантерз» и «Анахайм Майти Дакс» как генеральный менеджер. Обладатель Джек Адамс Эворд в сезоне НХЛ 1983/84 с клубом «Вашингтон Кэпиталз».

## Биография
Брайан Мюррей родился в городке Шовилль в Оттавской долине в конце 1942 года. Подростком играл в хоккей за местную команду «Шовилль Понтиакс». Позже, окончив Макдональд-колледж в Монреале, Мюррей стал учителем и тренером школьных команд; одновременно он был владельцем местного мотеля. В начале 1970-х годов вернулся в Макдональд-колледж уже в качестве тренера, проработав там четыре года.
В середине 1970-х годов Мюррей провёл несколько сезонов в качестве тренера клубов молодёжных лиг «Пемброк Ламбер Кингз» и «Рокленд Нэшналз», трижды выигрывая с ними звание чемпионов региональных лиг. «Рокленд» он привёл в сезоне 1975/76 также к Кубку Столетия — эквиваленту звания чемпионов Канады среди юношеских команд, победив фаворитов соревнования — «Спрус-Гроув Метс», за которых в это время играл Марк Мессье. В 1979 году Мюррей был приглашён в клуб ЗХЛ «Реджайна Пэтс», в это время приобретённый новыми владельцами и переживавший коренную реорганизацию. С новым тренером «Пэтс» (закончившие предыдущий год с балансом 18-47-7) стали особенно эффективно разыгрывать большинство, выиграли за регулярный сезон 47 матчей, проиграв 25 (из них 1 в овертайме) и стали чемпионами лиги, получив право бороться за Мемориальный кубок. В финал они, однако, не вышли (было распространено мнение, что последняя игра между их соперниками была договорной, но доказательств этого обвинения не было).
В 1980 году Мюррей занял пост главного тренера клуба АХЛ «Херши Беарс» — дочерней команды «Вашингтон Кэпиталз». За один сезон он впечатлил руководство «Кэпиталз» настолько, что ему был предложен контракт уже в НХЛ. Пост главного тренера «Вашингтона» он занял 11 ноября 1981 года и оставался в этой должности до середины сезона 1989/90. В свой первый полный сезон с «Кэпиталз» Мюррей впервые в истории команды вывел её в плей-офф Кубка Стэнли и затем повторил этот результат шесть раз подряд, но ни разу не продвинулся с ней дальше второго круга. В сезоне 1983/84, когда «Вашингтон» закончил регулярное первенство с балансом 48-27-5 в равной борьбе с обладателями Кубка Стэнли «Нью-Йорк Айлендерс», Мюррей был удостоен Джек Адамс Эворд — награды лучшему тренеру года в НХЛ. В сезоне 1985/86 «Кэпиталз» с Мюрреем одержали 50 побед и набрали 107 очков — рекорд, побитый только 23 года спустя.
В январе 1990 года Брайан Мюррей был уволен с поста главного тренера «Кэпиталз», его место занял его младший брат Терри. За время работы с клубом Брайан Мюррей провёл 672 игры в регулярных сезонах и одержал 343 победы — и то, и другое оставалось рекордными показателями для этого клуба вплоть до смерти Мюррея в августе 2017 года. Следующий сезон он начал на посту главного тренера другой команды НХЛ — «Детройт Ред Уингз». С его приходом результаты «Детройта» улучшились, и клуб пробивался в плей-офф Кубка Стэнли три года подряд. За три сезона с «Красными крыльями» Мюррей одержал 124 победы при 120 поражениях (из них 29 в овертайме). В сезоне 1992/93 он совмещал пост главного тренера с должностью генерального менеджера клуба, полностью перейдя на неё в следующем сезоне. В межсезонье 1993 года Мюррей приобрёл у «Нью-Джерси Девилз» на тот момент малоизвестного нападающего Криса Дрэйпера, за четыре сезона сыгравшего за «Дьяволов» всего 20 матчей; Дрэйпер впоследствии станет одной из ключевых фигур в «Детройте», завоевав с командой четыре Кубка Стэнли и получив в 2004 году Селки Трофи.
Дальнейшая карьера Мюррея проходила в основном в роли генерального менеджера различных команд НХЛ, хотя в каждой из них на какое-то время он становился также и тренером. В 1994 году он занял пост генерального менеджера «Флорида Пантерз» — клуба, проводящего лишь второй свой сезон в НХЛ. Окончив сезон 1994/95 с результатом ниже 50-процентной отметки, на следующий год «Флорида» во главе с тренером Дагом Маклином, которого пригласил Мюррей, дошла до финала Кубка Стэнли, а генеральный менеджер команды был признан администратором сезона в НХЛ. В сезоне 1997/98 он сам тренировал клуб, не добившись успеха, а на следующий год нанял в качестве тренера своего брата Терри. В 1999 году Мюррей, всё ещё в роли генерального менеджера «Флориды», организовал переход в клуб Павла Буре из Ванкувера, выиграв борьбу с несколькими другими командами НХЛ. Ему «Пантерз» обязаны также приобретением Роберто Луонго и Олли Йокинена из «Айлендерс» в 2000 году (за следующие пять лет Йокинен один принёс команде больше очков по системе «гол плюс пас», чем отданные за них с Луонго Олег Кваша и Марк Пэрриш). Тем не менее он был уволен владельцем клуба в декабре 2000 года.
В 2001 году Мюррей стал главным тренером клуба «Анахайм Майти Дакс», в конце того же сезона перейдя на пост генерального менеджера. В сезоне 2002/3, его первом полном сезоне в роли генерального менеджера команды, «Дакс» преподнесли сенсацию, став финалистами Кубка Стэнли. В 2004 году Мюррей вновь стал главным тренером — на этот раз в «Оттава Сенаторз». В свой третий сезон на посту главного тренера «Сенаторов» он впервые дошёл до финала Кубка Стэнли не как менеджер, а как тренер, в пяти матчах уступив трофей своему предыдущему клубу — «Анахайму». Это достижение стало завершающим в его тренерской карьере в НХЛ, включавшей 1239 матчей и 620 побед за 18 сезонов при 488 поражениях и 131 ничьей.
В июне 2007 года Мюррей стал генеральным менеджером «Оттавы», выбрав в качестве своего преемника Джона Паддока. Эта замена оказалась неудачной — по ходу первого же сезона Паддок был уволен. В межсезонье 2008 года, однако, Мюррей совершил очередную удачную сделку как генеральный менеджер, выбрав в первом раунде драфта молодого шведа Эрика Карлссона. В июле 2014 года было сообщено, что у Мюррея, недавно подписавшего с «Сенаторз» очередной двухлетний контракт, диагностирован рак прямой кишки в 4-й стадии. Несмотря на болезнь, он оставался на посту генерального менеджера клуба до апреля 2016 года, когда его сменил Пьер Дорион. Мюррей умер от рака в августе 2017 года, оставив после себя жену и двух дочерей.
В 2015 году имя Брайана Мюррея было включено в списки Зала спортивной славы Оттавы, а в январе 2017 года — в список почётных членов клуба «Оттава Сенаторз». Его называют своим учителем племянник Тим Мюррей, в 2014—2017 годах возглавлявший клуб НХЛ «Баффало Сейбрз», и генеральный менеджер «Миннесота Уайлд» Чак Флетчер.